# Psychotria fosbergii
Psychotria fosbergii är en måreväxtart som beskrevs av Julian Alfred Steyermark. Psychotria fosbergii ingår i släktet Psychotria och familjen måreväxter. Inga underarter finns listade i Catalogue of Life.